# Андреевка (Новомиргородская городская община)

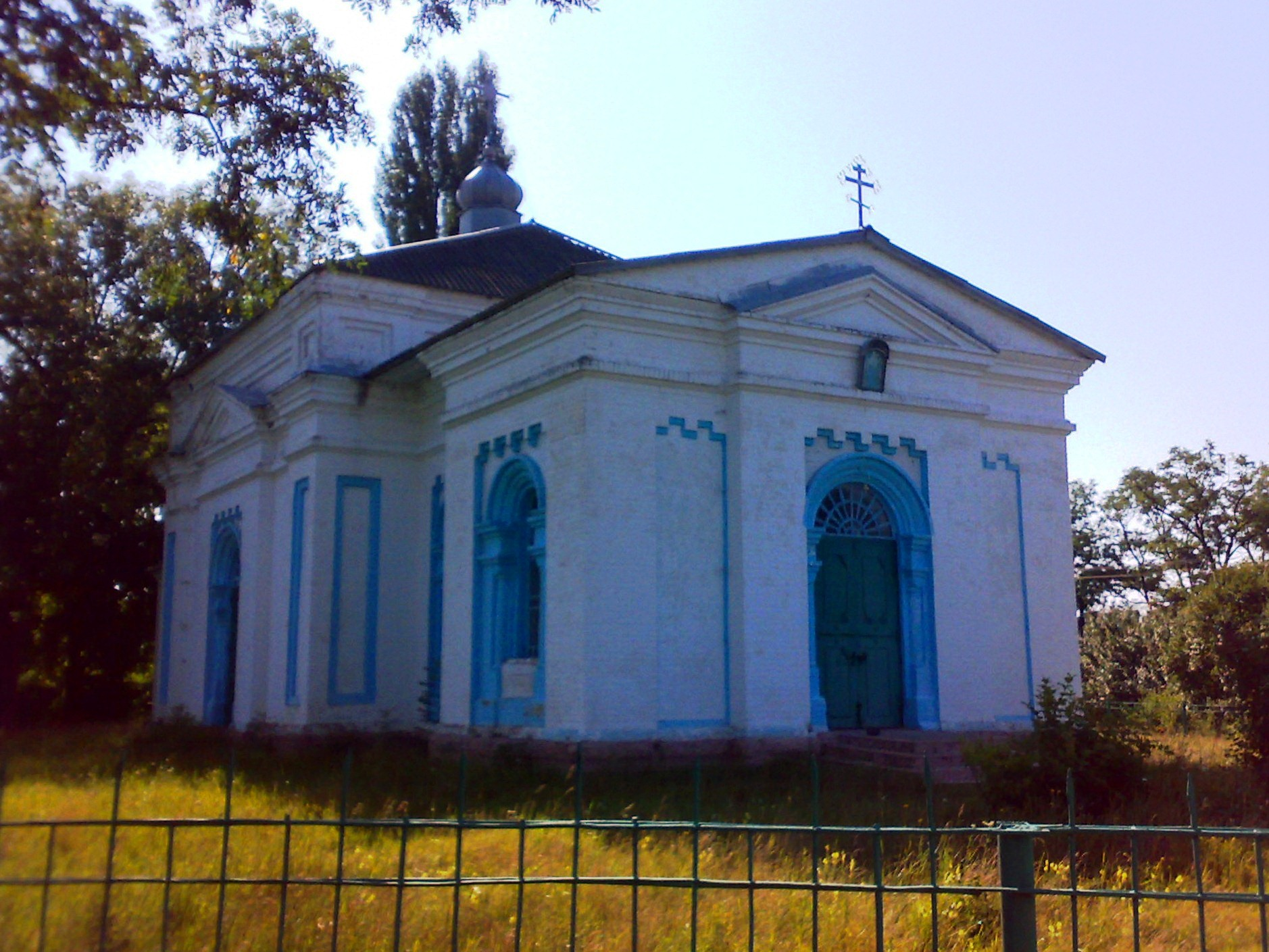
Покровская церковь (1910 года постройки)

Андре́евка (укр. Андріївка) — село в Новомиргородской городской общине Новоукраинского района Кировоградской области Украины.
До 2020 года входило в Новомиргородский район
Население по переписи 2001 года составляло 310 человек. Почтовый индекс — 26013. Телефонный код — 5256. Код КОАТУУ — 3523884002.